# Бажовська (станція метро)
50°27′15.65″ пн. ш. 30°30′10.85″ сх. д. / 50.4543472° пн. ш. 30.5030139° сх. д.
«Бажо́вська» - недобудована станція Першої Лінії Єкатеринбурзького метрополітену. Розташована між станціями «Геологічна» та «Чкаловська».
Названо на честь письменника Павла Бажова, будинок-музей якого розташований поблизу.

## Історія
Будівництво станції розпочалося у листопаді 1992 року. Планувалося, що вона розпочне роботу після 1997 року, після введення в експлуатацію станції «Геологічна». Проте через проблеми з виплатами зарплат робітникам терміни відкриття станції переносилися.
10 січня 2003 року було ухвалено рішення призупинити будівництво «Бажовської» для того, щоб прискорити введення в дію наступних станцій: «Чкаловської» .